# Бендзінко
Бендзінко (пол. Będzinko) — село в Польщі, у гміні Бендзіно Кошалінського повіту Західнопоморського воєводства.
Населення — 301 особа (2011).

## Демографія
Демографічна структура станом на 31 березня 2011 року:
|          | Загалом | Допрацездатний вік | Працездатний вік | Постпрацездатний вік |
| -------- | ------- | ------------------ | ---------------- | -------------------- |
| Чоловіки | 161     | 39                 | 112              | 10                   |
| Жінки    | 140     | 37                 | 78               | 25                   |
| Разом    | 301     | 76                 | 190              | 35                   |